# Windknollen
Der Windknollen bei Jena, im 19. Jahrhundert auch Napoleonsberg, ist ein 363 Meter hoher, kahler Berg mit Kurzgrasvegetation. Hier befindet sich auch der Napoleonstein. Das Areal wurde über 60 Jahre als Truppenübungsplatz genutzt. An Geländerinnen, alten Schützengräben und an Hangkanten sind zahlreiche zugewachsene alte Müllkippen und Altablagerungen zu erkennen. Die Landschaft auf diesem Hochplateau ähnelt der nordamerikanischen Prärie sowie der südamerikanischen Prärie und der mongolischen Steppe. Im Wesentlichen erstrecken sich hier subkontinentale Halbtrockenrasen über eine ausgedehnte, landwirtschaftlich nicht genutzte Fläche, die als Naturschutzgebiet ausgewiesen ist. In geologischer Hinsicht bildet Muschelkalkstein den Untergrund.
Neben den Rasenflächen gibt es hier geschützte Orchideenarten, Thymiankraut und Hagebuttensträucher. In einigen Feuchtsenken leben Frösche, Ringelnattern, Kamm- und Teichmolche, eine Vielzahl an Wasserinsekten, teilweise sogar Teichkarauschen. Zudem ist es das Gebiet des Rotmilans, des Turmfalken und Habichts. Auf ihrem Zug rasten hier Schnepfenvögel, Flussregenpfeifer und Bekassinen.

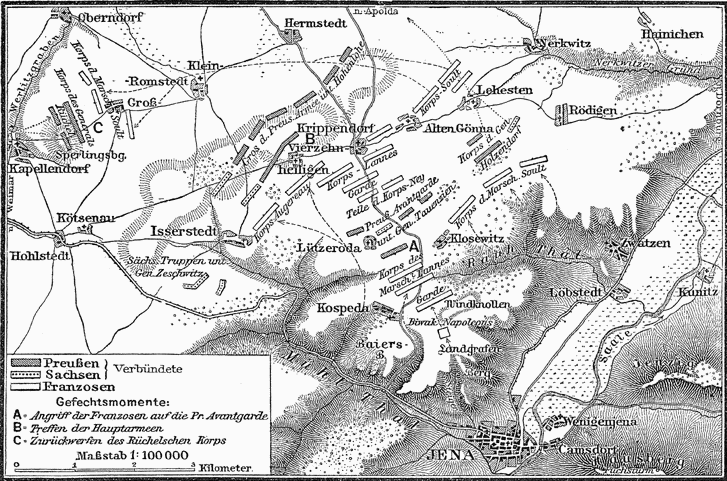
Der Windknollen in einer Karte zur Schlacht bei Jena und Auerstedt

Zum Auftakt der Schlacht bei Jena und Auerstedt eröffnete von hier aus Napoleon, der in der Nacht vor dem Kampf unterhalb des Berges biwakierte, die Kanonade auf Closewitz am nebligen Morgen des 14. Oktober 1806 gegen sechs Uhr morgens.
Ein Audio-Walk der kanadischen Künstlerin Janet Cardiff ist im Museum in Cospeda ausleihbar, um die Schlacht in künstlerischer Form „nachzuvollziehen“.
Auch später wurde das Gelände oft für militärische Zwecke genutzt, zum Beispiel als Manövergebiet für kaiserliche Truppen, für Signalübungen der Blinker (mit Zeiss-Geräten), die Kavallerie der Wehrmacht und auch für Panzerübungen der sowjetischen Streitkräfte in der Zeit der DDR bis 1990.
Der Windknollen liegt nordwestlich vom Saaletal Jena und ist Teil der Ilm-Saale-Platte.
Auf dem Windknollen liegt das Naturschutzgebiet Windknollen als Teil des FFH-Gebiet „Isserstedter Holz – Mühltal - Windknollen“. Zahlreiche Kleingewässer sind Lebensraum für den Nördlichen Kammmolch und den Europäischen Laubfrosch. Seit 2018 steht das gesamte Naturschutzgebiet in einem Umfang von 195 Hektar zum Verkauf. Einen Großteil der Naturschutzflächen konnte die NABU-Stiftung Nationales Naturerbe erwerben. Im Gebiet sind noch zahlreiche Altablagerungen und Relikte der einstigen Nutzung zu finden, auch existieren kleine und große Müllablagerungen sowie zahlreiche Kampfmittelreste. Viele Bereiche des Areals sind an der Oberfläche mit verschiedenen Abfällen und Verunreinigungen belastet. Dabei ist die Fläche als Naturerbe ausgewiesen und dem NABU ist bis zum November 2020 nichts über die Belastungen bekannt gemacht worden.

## Bilder

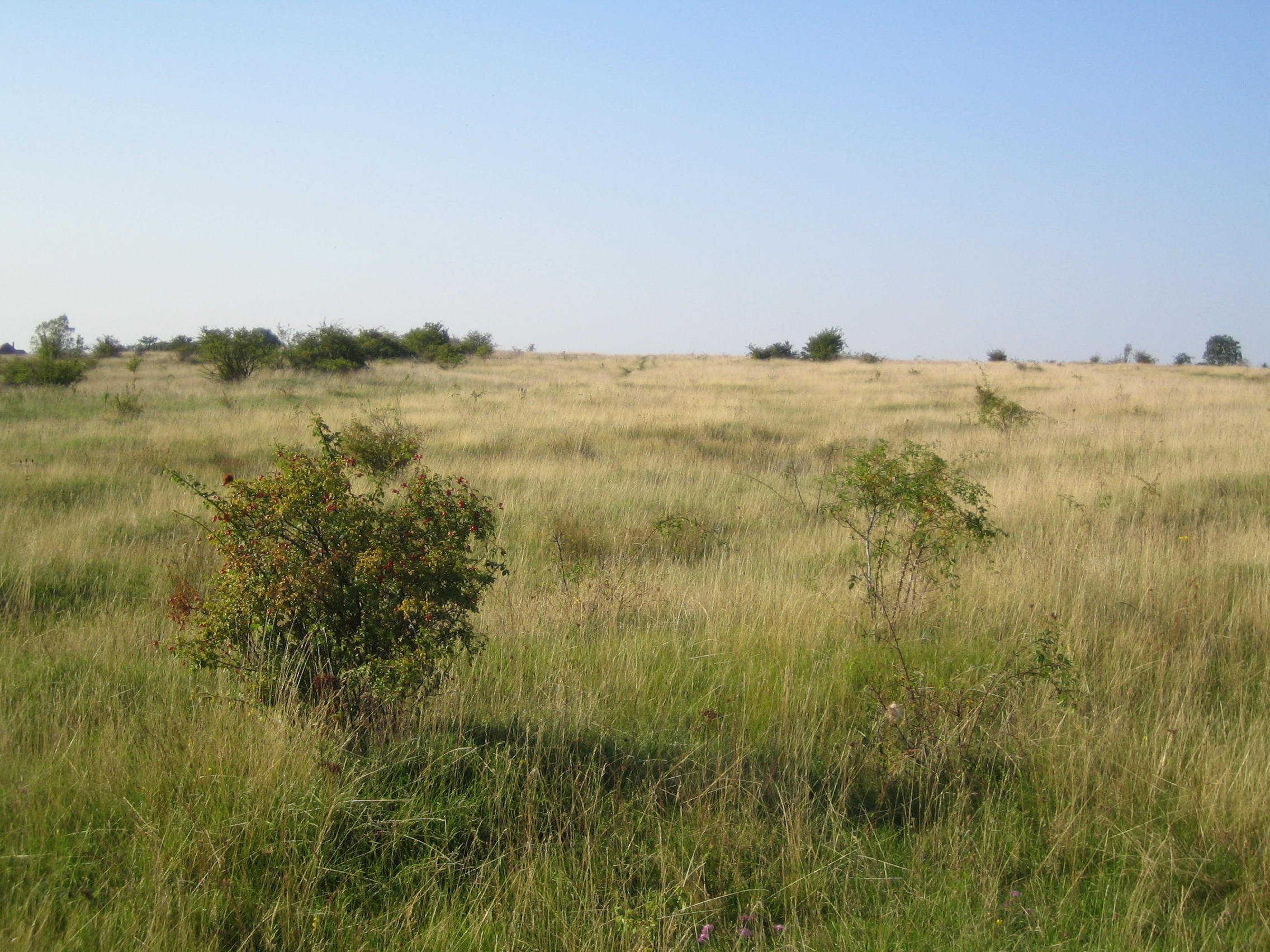
Schlachtfeld
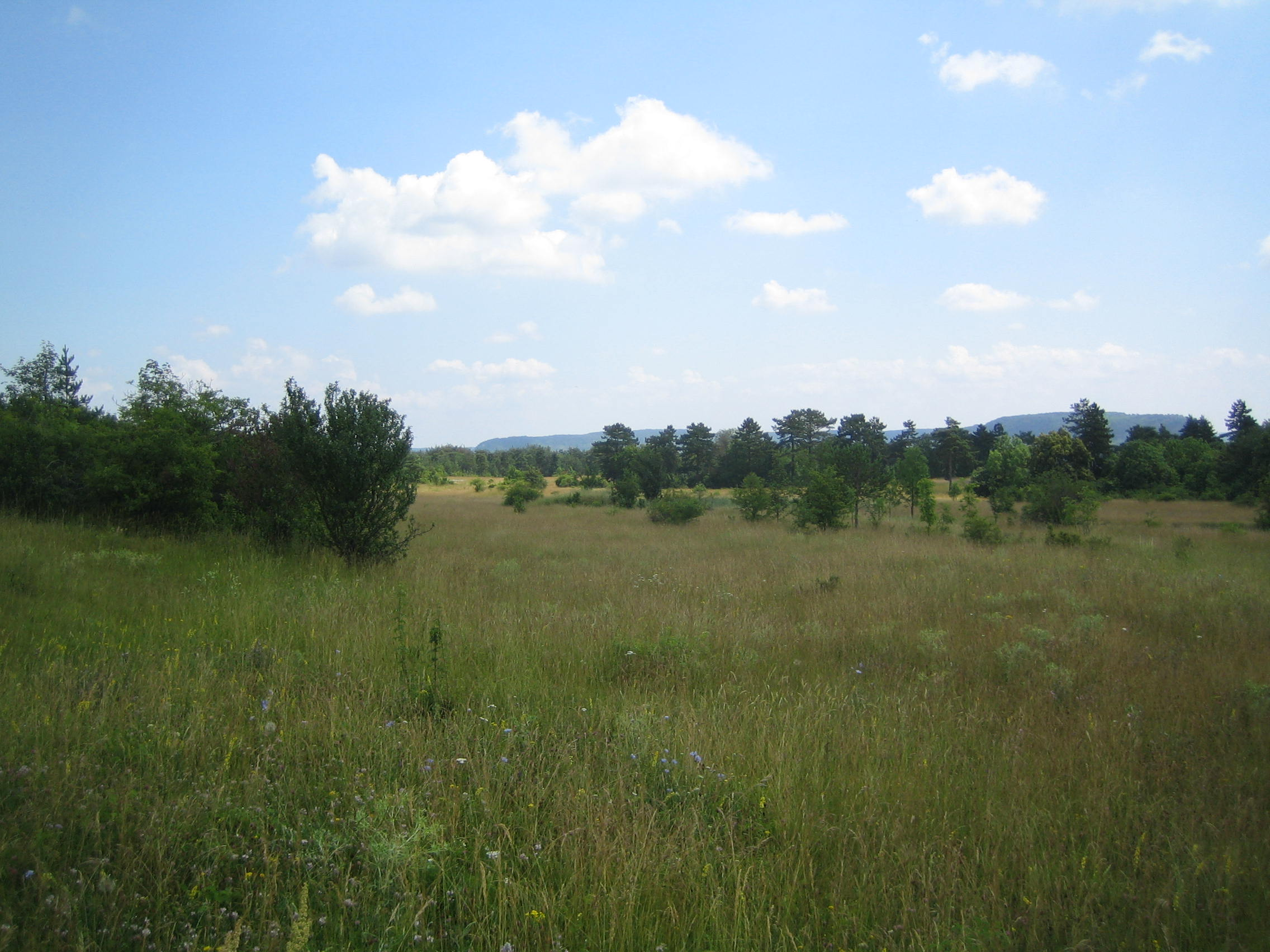
Schlachtfeld
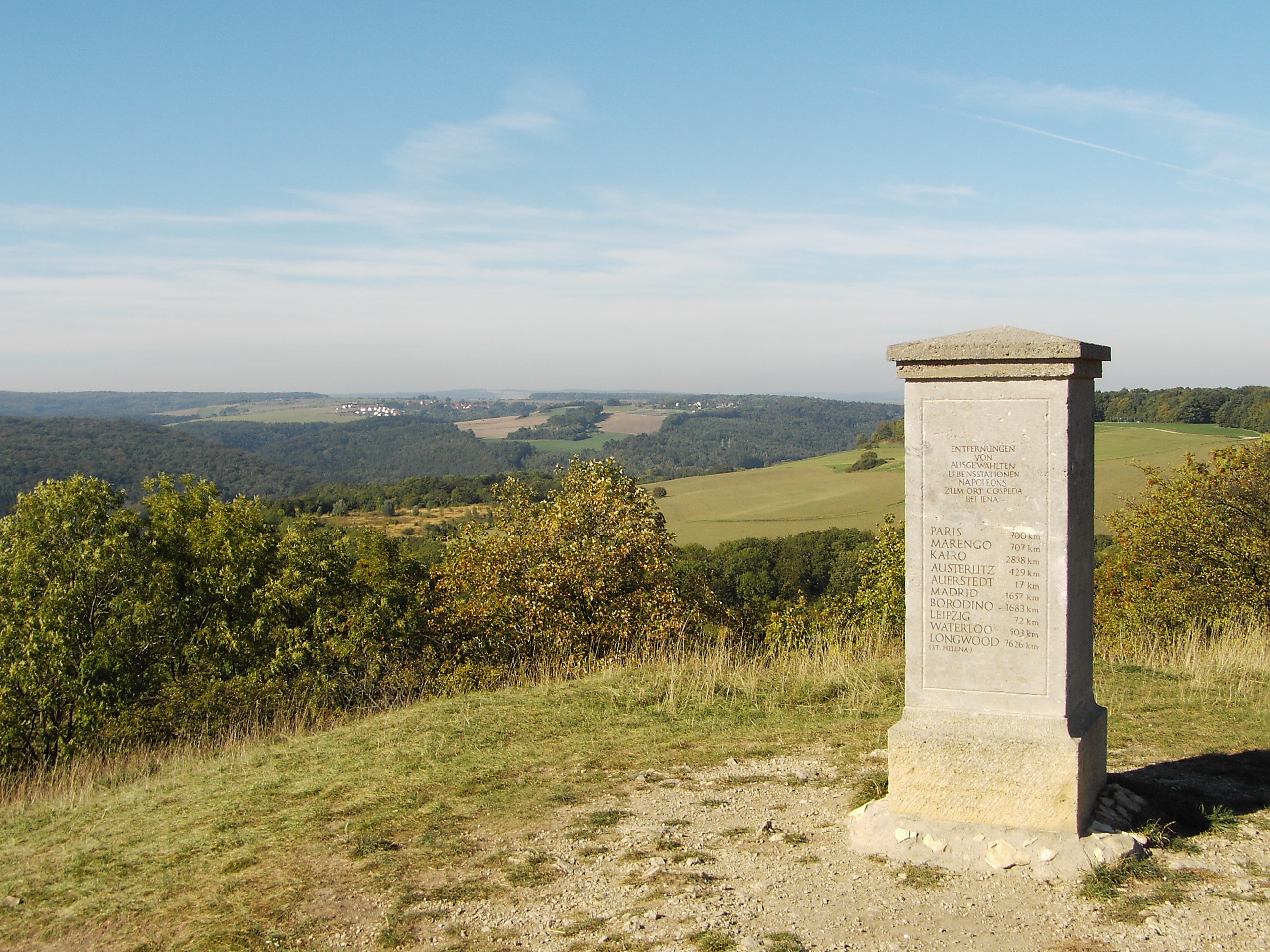
Napoleonstein
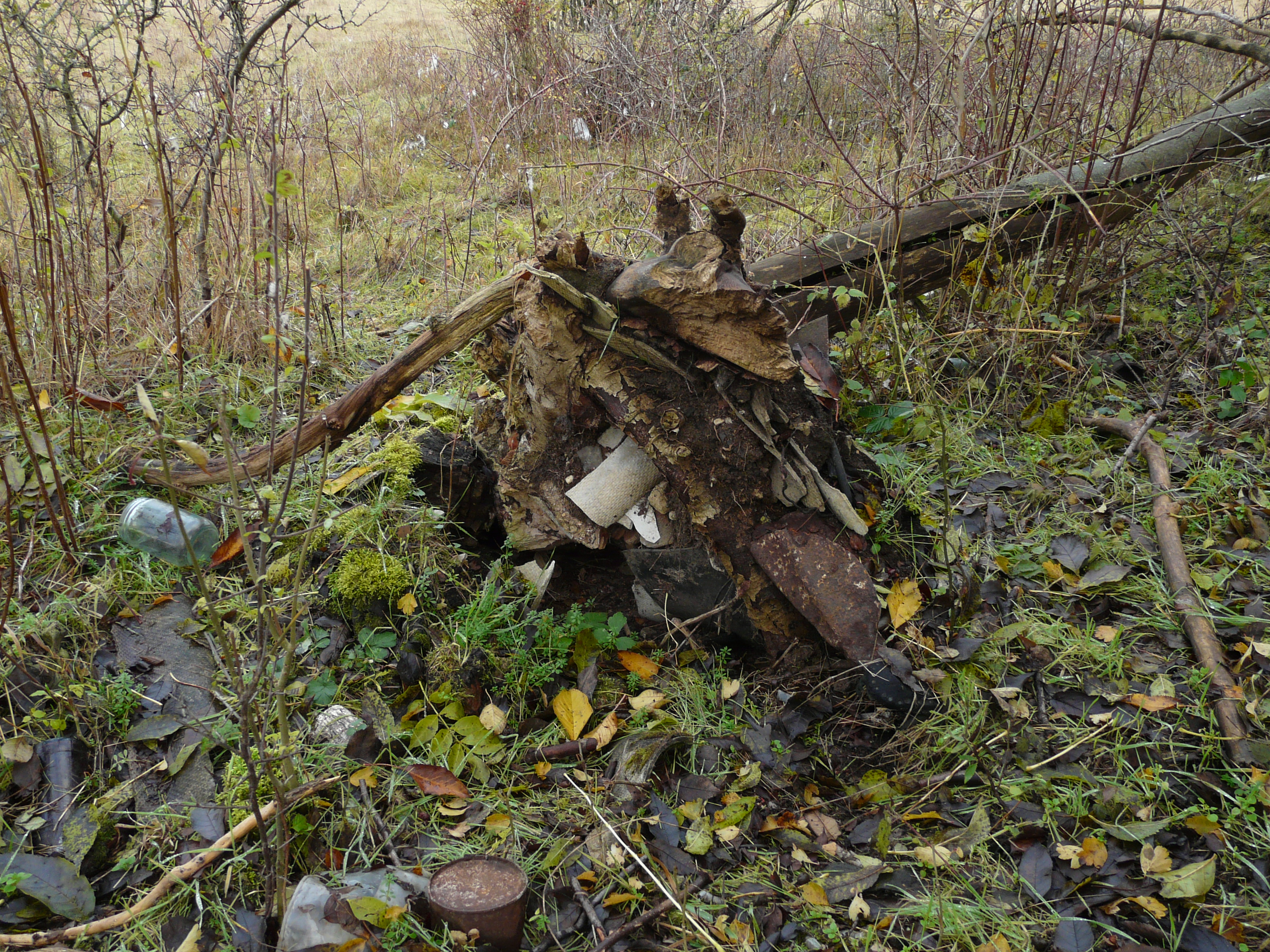
Vermüllte Oberfläche
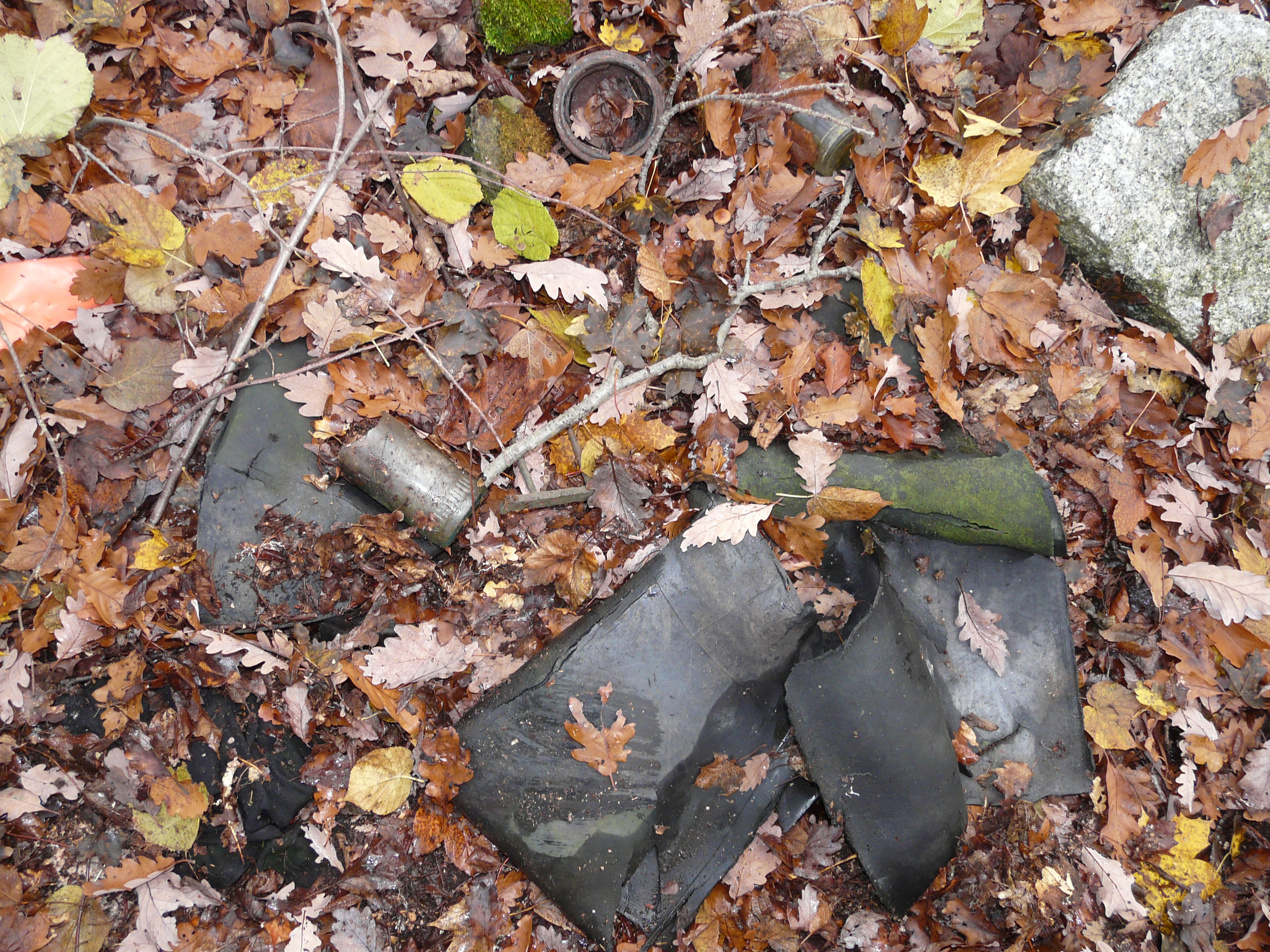
Abfall in den Wäldern, oberflächig auch nach jahrelangen Laubfalleinträgen zu sehen.
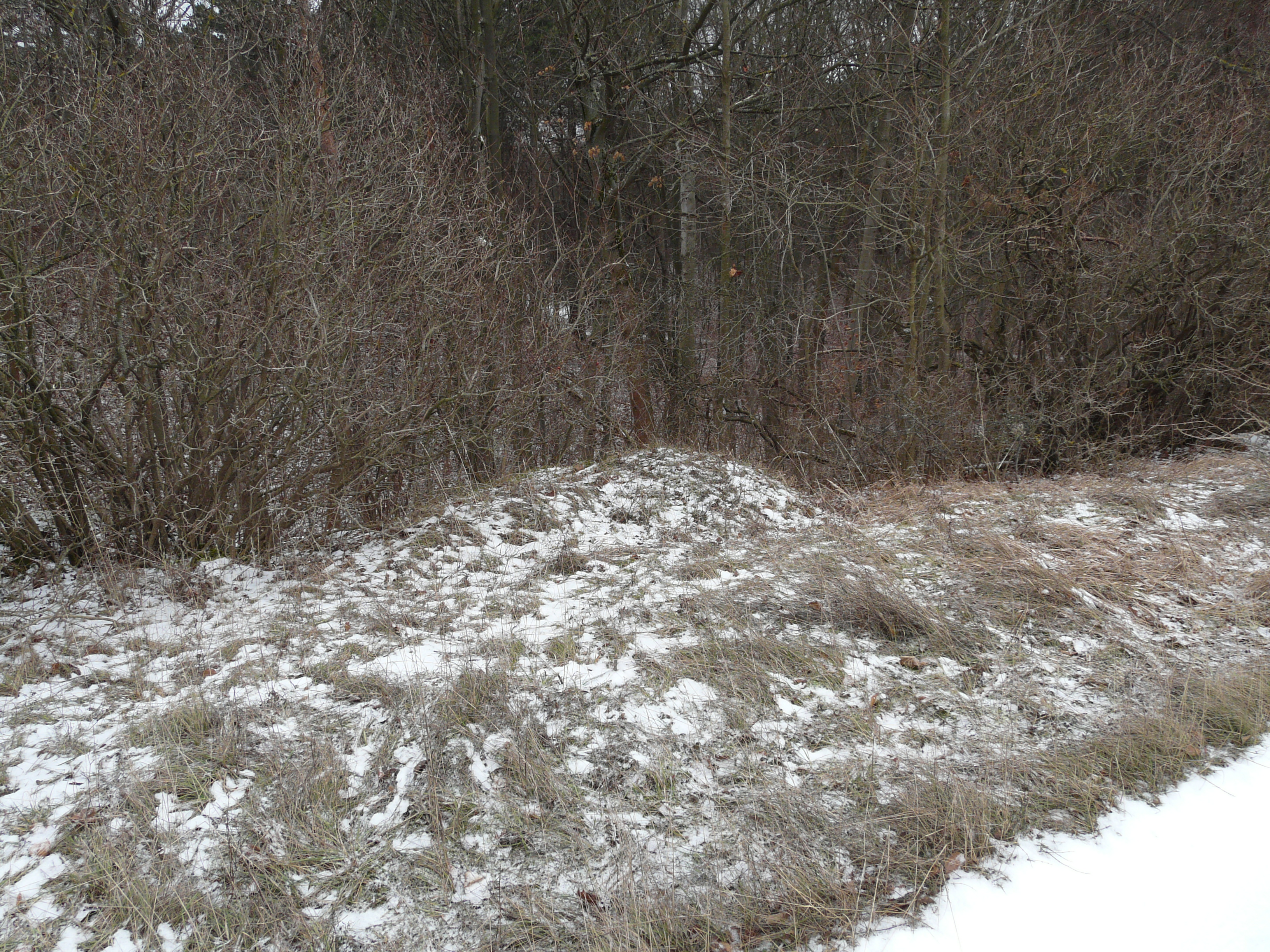
Altablagerungen
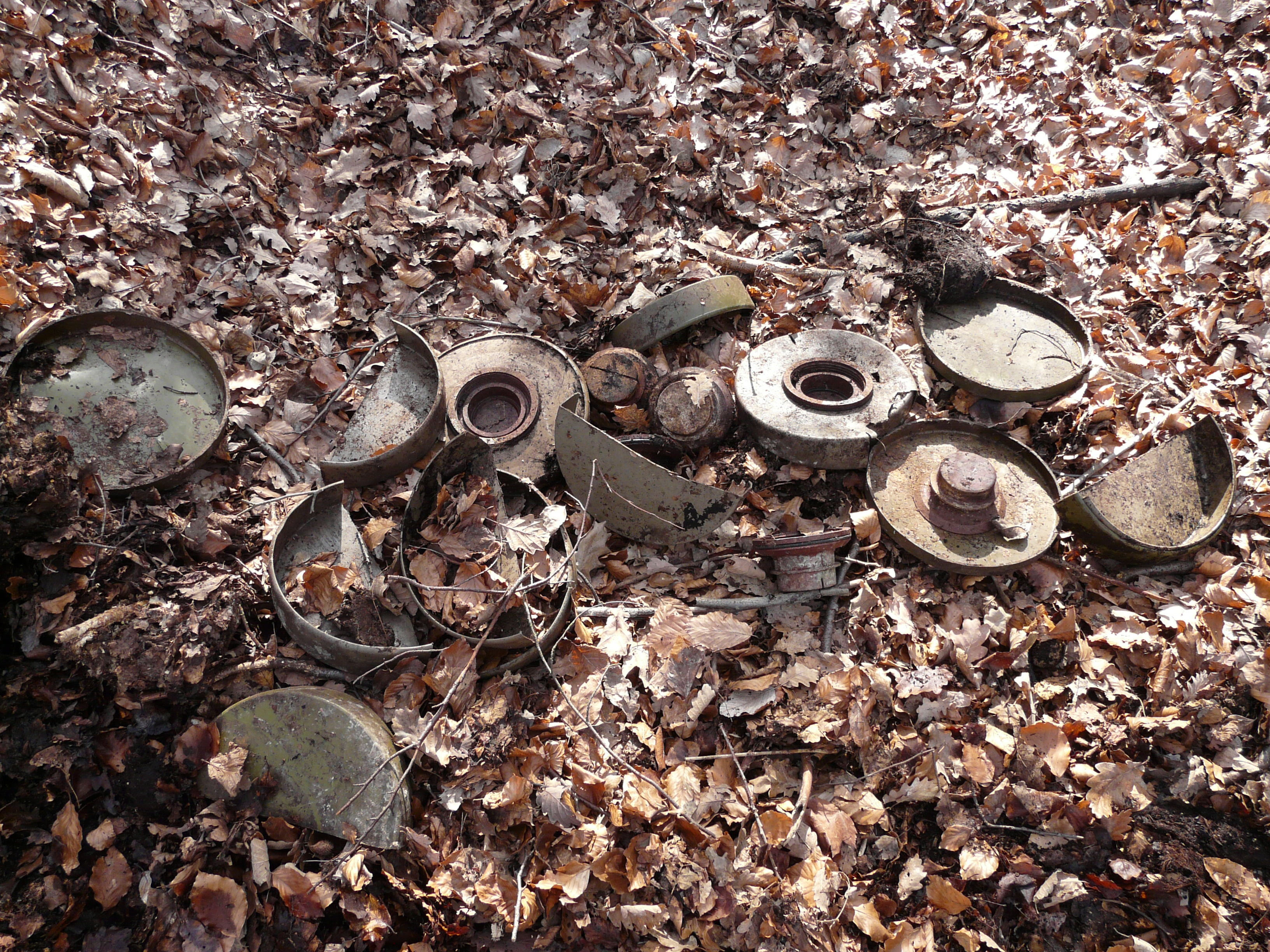
Übungsminen TM-62, die unbrauchbar gemacht und verscharrt wurden